# Afroholopogon pardosoros
Afroholopogon pardosoros là một loài ruồi trong họ Asilidae. Afroholopogon pardosoros được Londt miêu tả năm 2005. Loài này phân bố ở vùng nhiệt đới châu Phi.